# Willy Peers
Willy Lucien Herman Peers, né le 17 mars 1924 à Kain, Belgique et mort le 30 novembre 1984  à Namur, est un médecin belge. Humaniste, il a consacré sa vie à ses engagements professionnels, sociaux et politiques, afin de permettre aux femmes de mener à bien leur maternité, en luttant contre les différents tabous et préjugés.

## Origine et formation
Willy Peers est né le 17 mars 1924 à Kain en Belgique. Durant la Première Guerre mondiale, son père est fait prisonnier. Pendant la Seconde Guerre mondiale, Willy Peers refuse de se soumettre au service du travail obligatoire (Belgique) et devient résistant.
Il adhère à 17 ans au Parti communiste de Belgique (PCB). En 1947, il réussit l'examen du jury central, et il commence ses études de médecine à l'Université libre de Bruxelles (ULB) où il obtiendra son diplôme en 1953.
Il participe à la « cellule médecine » de la section Guillisen qui regroupe étudiants, cadres administratifs et professeurs de l'ULB affilié au PCB. Il obtient son diplôme de médecine en 1953 (chirurgie et accouchement) et se spécialise en gynécologie obstétrique à l'Hôpital Saint-Pierre de Bruxelles.

## Vie professionnelle
Il exerce dans le service de gynécologie de l'hôpital Saint-Pierre de Bruxelles. Il y travaille avec Jean Snoeck, promoteur de l'accouchement sans douleur et alors directeur du laboratoire de gynécologie expérimentale de l'ULB. Peers travaille avec l’œuvre nationale de l'enfance (ONE) via laquelle il transmet ses connaissances notamment à travers des conférences. Il est suspendu pour cela par l'Ordre des médecins en 1955 pendant six mois,.
Il travaille à la clinique provinciale de Namur de 1959 à 1984. Il y est tout d'abord nommé directeur adjoint du Centre d'obstétrique et de gynécologie. Il occupe également des responsabilités universitaires : il réalise des conférences à l'école des infirmières et devient en 1971 maître de conférence à l'ULB. Cinq ans après, en 1964, il rejoint le groupe d'étude pour une Réforme de la Médecine (GERM) au sein duquel il proteste notamment contre l'Ordre des médecins. En 1965, il sera suspendu de ses fonctions de médecin pendant six mois. Il va porter l'affaire devant le conseil d'État qui va lui donner raison[réf. nécessaire].
Il crée en 1970 la Société belge pour la légalisation de l'avortement (SBLA). En 1973, il est arrêté pour avoir pratiqué plus de 300 avortements. Son incarcération débouche sur une mobilisation importante, à travers des manifestations, la création de comités de soutien et des pétitions. Il est libéré après 34 jours et le procès n'a pas lieu. Ce mouvement populaire donne une impulsion au mouvement pour la légalisation de l'avortement en Belgique,.

## Défense de la santé des femmes
Willy Peers s'engage durant sa carrière pour la démocratisation de l'accouchement sans douleur, mais aussi pour l'information sur la contraception ainsi que la légalisation de l'avortement. Il crée ainsi en 1970 la Société belge pour la légalisation de l'avortement (SBLA), avec Willy Callewaert, Philippe Toussaint, Jacqueline de Lombaert et Claude Serge Aronstein,.

### Accouchement sans douleur
Il travaille comme assistant à l'hôpital Saint-Pierre de l'Université libre de Bruxelles, dans le service dirigé par Jean Snoeck, qui promeut la technique de l'accouchement sans douleur, d'origine soviétique. Le service prend en charge des femmes enceintes et fournit des cours de préparation à l'accouchement. Peers supervise des formations sur l'accouchement sans douleur, organisées à destination des autres médecins et des infirmières.

### Affaire Peers

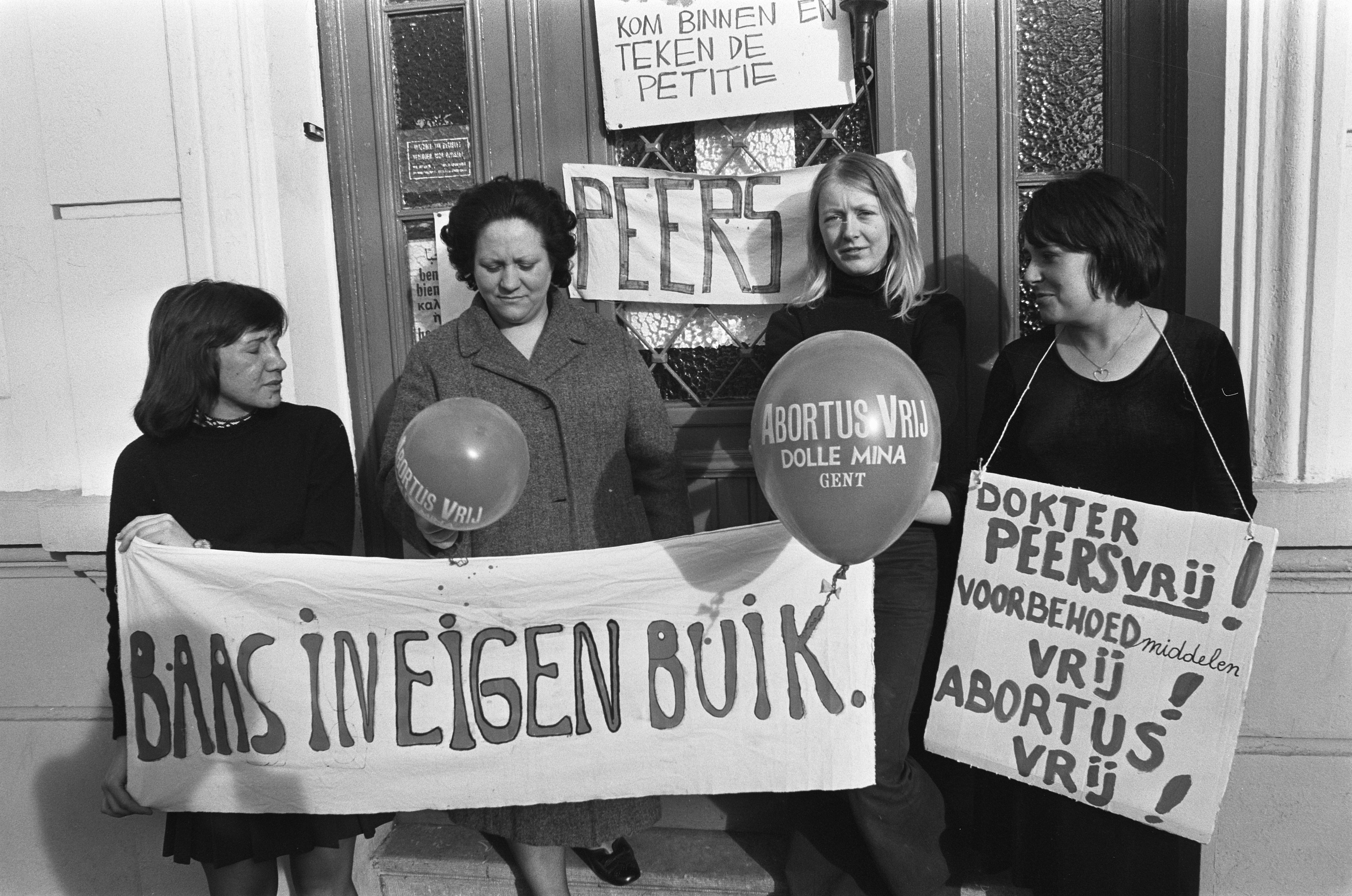
Grève de la faim à Gand en protestation contre l'arrestation de Dr. Peers.

Peers pratique des avortements de manière illégale à la clinique de Namur. L'avortement n'est pas autorisé en Belgique à ce moment-là, même si la loi n'est plus appliquée strictement depuis les années 1970. Il en parle publiquement, sans en faire la promotion.
C'est le 16 janvier 1973 qu'éclate l'Affaire Peers : le gynécologue est arrêté sur dénonciation anonyme pour avoir procédé à environ 300 avortements dans les neuf derniers mois. Il est défendu par Régine Karlin.

#### Répercussions
La campagne nationale pour la libération du docteur Peers servira de moteur au mouvement qui débouchera sur la légalisation de l'avortement en Belgique.
Le 3 avril 1990, le parlement belge vote la loi sur l'interruption volontaire de grossesse ; il reconnait ainsi explicitement le droit des femmes à disposer de leur corps.

## Distinctions
En 2015, 25 ans après le vote de la loi sur la dépénalisation de l'avortement, le Gouvernement wallon a tenu à honorer la mémoire du docteur Peers en l'élevant au rang d'officier du Mérite wallon, à titre posthume.